# طيران الخليج الرحلة 771
طيران الخليج الرحلة 771 كانت رحلة للركاب من كراتشي في باكستان إلى أبوظبي في دولة الإمارات العربية المتحدة. في 23 سبتمبر 1983 تحطمت الطائرة من طراز بوينغ 737 في الصحراء بالقرب من ميناء جبل علي بين أبوظبي ودبي في دولة الإمارات العربية المتحدة بينما كانت تقترب من مطار أبو ظبي الدولي للهبوط، كان السبب هو انفجار قنبلة في مقصورة الأمتعة. قتل جميع ركاب الطائرة البالغ عددهم 107 ركاب الإضافة إلى 5 من أفراد الطاقم على الفور. كان معظم القتلى مواطنون باكستانيون عائدون للإلتحاق بعملهم في أبو ظبي والبحرين بعد قضاء عطلة عيد الأضحى مع عائلاتهم في باكستان.

## التحقيق
أجري التحقيق من قبل المجلس الوطني لسلامة النقل الأمريكية وأصدرت تقريرا من 400 صفحة عن النتائج التي توصلوا إليها والتي لم يتم نشرها فورا في الخليج العربي. كشف تقرير في سبتمبر 1987 من قبل السياسي البريطاني السير دادلي سميث تحت ضغط من والدي المضيفة البريطانية لين فارثينغ التي لقت حتفها في الحادث. ومن ضمن قتلى الطاقم البريطانية سالي آن من بيتربرة والبحريني هاشم سيد عبد الله.
تضمن التقرير اللحظات الأخيرة في قمرة القيادة بما في ذلك وصف قائد الطائرة العماني سعود الكندي لتلاوته الصلاة والطائرة تهوي في الصحراء. أيضا كان مساعد قائد الطائرة البحريني خزعل القاضي موجودا في القمرة. وذكر التقرير أن كل شيء على متن الرحلة كان عاديا تماما وأظهرت محاضر صوت الطاقم دردشتهم فيما بينهم. أحدهم سأل الآخر إذا كان في الخدمة في اليوم التالي وأجاب: «لا، أنا عندي يوم عطلة غدا». وأعقب ذلك انقطاع مفاجئ وأظهر التسجيل محاولة الطيارين المحمومة للسيطرة على الطائرة.
أشار التقرير أن وجود قنبلة في الأمتعة هو السبب الرئيسي للحادث، وذلك بسبب العوامل التالية:
- مسافر قام بشحن حقيبته إلى الطائرة لكنه لم يستقلها.
- طبيعة إصابات الركاب الذين كانوا يجلسون فوق الأمتعة.
- انقطاع مفاجئ للرحلة خلاف عمله بشكل طبيعي.
- البيانات التي تم الحصول عليها من مسجل بيانات رحلة الطائرة.

## ما بعد الحادثة
كانت القنبلة مزروعة على ما يبدو من قبل منظمة أبو نضال في محاولة لإقناع المملكة العربية السعودية لدفع مال الحماية للمنظمة من أجل تجنب هجمات على أراضيها.
أظهرت شهادات الوفاة الصادرة للركاب على متن الطائرة بأن سبب الوفاة هو الاختناق.
ومنذ يوليو 2012 فإن طيران الخليج لا تزال تستخدم رقم 771 للرحلات ما بين إسلام اباد والبحرين.